# Ossa dello scheletro umano
La seguente è una lista delle ossa dello scheletro umano. Un tipico scheletro umano adulto è costituito da 206 ossa. Tuttavia, a causa della variabilità anatomica, tale numero può variare: una piccola parte della popolazione umana possiede un paio di coste in più (coste cervicali), oppure una vertebra lombare sovrannumeraria.

## Scheletro adulto
Ossa del neurocranio (8):
- Osso frontale
- Osso parietale (2)
- Osso temporale (2)
- Osso occipitale
- Osso sfenoide
- Osso etmoide

Ossa dello splancnocranio (14):
- Mandibola
- Osso mascellare (2)
- Osso palatino (2)
- Osso zigomatico (2)
- Osso nasale (2)
- Osso lacrimale (2)
- Vomere
- Cornetto nasale inferiore (2)

Ossa dell'orecchio medio (6):
- Martello (2)
- Incudine (2)
- Staffa (2)

Ventralmente nel collo (1):
- Osso ioide

Ossa della colonna vertebrale (26):
- Vertebre cervicali (7)
- Vertebre toraciche (12)
- Vertebre lombari (5)
- Osso sacro
- Coccige

Ossa nel torace (25):
- Sterno
- Coste (2 × 12)

Ossa del cinto scapolare (4):
- Scapola (2)
- Clavicola (2)

Ossa nel braccio (2):
- Omero (2)

Ossa nell'avambraccio (4):
- Radio (2)
- Ulna (2)

Ossa nella mano (54):
- Ossa del carpo:
  - Scafoide (2)
  - Semilunare (2)
  - Piramidale (2)
  - Pisiforme (2)
  - Trapezio (2)
  - Trapezoide (2)
  - Capitato (2)
  - Uncinato (2)
- Ossa del Metacarpo:
  - Ossa metacarpali (5 × 2)
- Ossa delle dita della mano:
  - Falangi prossimali (5 × 2)
  - Falangi intermedie (4 × 2)
  - Falangi distali (5 × 2)

Ossa del cinto pelvico (2):
- Osso iliaco (2)

Ossa della coscia (2):
- Femore (2)

Ossa della gamba (6):
- Rotula (2)
- Tibia (2)
- Perone (2)

Ossa del piede (52):
- Ossa del tarso:
  - Astragalo (2)
  - Calcagno (2)
  - Navicolare (2)
  - Cuboide (2)
  - Cuneiforme mediale (2)
  - Cuneiforme intermedio (2)
  - Cuneiforme laterale (2)
- Ossa del metatarso:
  - Ossa metatarsali (5 × 2)
- Ossa delle dita del piede:
  - Falangi prossimali (5 × 2)
  - Falangi intermedie (4 × 2)
  - Falangi distali (5 × 2)
  - Ossa sesamoidi

## Ossa accessorie
Talvolta possono essere presenti delle ossa accessorie:
- ossa sesamoidi, contenute all'interno della struttura fibrosa di tendini e legamenti
- ossa wormiane, residui dell'ossificazione della volta cranica, poste lungo le suture

## Scheletro infantile
Nello scheletro infantile si ha un numero maggiore di ossa, dovuto all'ancora incompleta ossificazione:
- nel cranio i centri di ossificazione devono ancora convergere per fondersi. L'osso frontale è costituito da due ossa pari e simmetriche, la porzione anteriore dell'osso mascellare è costituita dall'osso incisivo

1. vertebre sacrali (4 o 5), che si fondono nell'adulto a formare il sacro
2. vertebre coccigee (da 3 a 5), che si fondono nell'adulto a formare il coccige
3. Ileo, ischio e pube, che si fondono nell'adulto a formare l'osso iliaco, o osso dell'anca